# Johann Baptist Peter von Carl
Johann Baptist Peter von Carl (* 1761; † 1847) war 1806 Bürgermeister der Stadt Augsburg. Er war einer von zwei Bürgermeistern, die 1806, nach der Mediatisierung, eingesetzt wurden.